# Malta ai Giochi della XXX Olimpiade
Malta ha partecipato ai Giochi della XXX Olimpiade di Londra, che si sono svolti dal 27 luglio al 12 agosto 2012, con una delegazione di 5 atleti.

## Atletica leggera
| Q | Qualificato al turno successivo per la posizione in qualificazione                                                           |
| q | Qualificato per il turno successivo per ripescaggio o, negli eventi su campo, conquistando la misura minima per qualificarsi |

| Gara  | Atleta         | Batterie | Batterie | Quarti          | Quarti          | Semifinali      | Semifinali      | Finale          | Finale          |
| Gara  | Atleta         | Tempo    | Pos.     | Tempo           | Pos.            | Tempo           | Pos.            | Tempo           | Pos.            |
| ----- | -------------- | -------- | -------- | --------------- | --------------- | --------------- | --------------- | --------------- | --------------- |
| 100 m | Rachid Chouhal | 10,83    | 4        | Non qualificato | Non qualificato | Non qualificato | Non qualificato | Non qualificato | Non qualificato |

| Gara  | Atleta     | Batterie | Batterie | Quarti | Quarti | Semifinali      | Semifinali      | Finale          | Finale          |
| Gara  | Atleta     | Tempo    | Pos.     | Tempo  | Pos.   | Tempo           | Pos.            | Tempo           | Pos.            |
| ----- | ---------- | -------- | -------- | ------ | ------ | --------------- | --------------- | --------------- | --------------- |
| 200 m | Diane Borg | 12,00    | 3 q      | 11,92  | 8      | Non qualificata | Non qualificata | Non qualificata | Non qualificata |

## Nuoto e sport acquatici

### Nuoto
Maschile
| Atleta          | Evento             | Batteria | Batteria   | Semifinale      | Semifinale      | Finale          | Finale          |
| Atleta          | Evento             | Tempo    | Classifica | Tempo           | Classifica      | Tempo           | Classifica      |
| --------------- | ------------------ | -------- | ---------- | --------------- | --------------- | --------------- | --------------- |
| Andrew Chetcuti | 100 m stile libero | 51,67    | 39         | Non qualificato | Non qualificato | Non qualificato | Non qualificato |

Femminile
| Atleta        | Evento            | Batteria | Batteria   | Semifinale      | Semifinale      | Finale          | Finale          |
| Atleta        | Evento            | Tempo    | Classifica | Tempo           | Classifica      | Tempo           | Classifica      |
| ------------- | ----------------- | -------- | ---------- | --------------- | --------------- | --------------- | --------------- |
| Nicola Muscat | 50 m stile libero | 27,22    | 43         | Non qualificata | Non qualificata | Non qualificata | Non qualificata |

## Tiro a segno/volo
Maschile
| Atleta           | Evento      | Qualificazione | Qualificazione | Finale          | Finale          | Classifica      |
| Atleta           | Evento      | Punteggio      | Classifica     | Punteggio       | Classifica      | Classifica      |
| ---------------- | ----------- | -------------- | -------------- | --------------- | --------------- | --------------- |
| William Chetcuti | Double trap | 135            | 9              | Non qualificato | Non qualificato | Non qualificato |